# Havana (Camila Cabello)
Havana is een nummer van de Cubaans-Amerikaanse zangeres Camila Cabello in 2017, in samenwerking met rapper Young Thug. Het is de eerste single van Cabello's soloalbum Camila.
In "Havana" omhelst Cabello haar Cubaanse achtergrond. In een periode van vijf maanden schreef Cabello zo'n zeven versies van het nummer, tot ze uiteindelijk tot deze variant kwam. Het nummer werd een gigantische wereldhit, die in veel landen de nummer 1- en de nummer 2-positie behaalde. Ook in de Amerikaanse Billboard Hot 100 werd het een nummer 1-hit. In zowel de Nederlandse Top 40 als de Vlaamse Ultratop 50 haalde het nummer de tweede positie.
De muziek is een bijzondere compositie van een mid-tempo popnummer met elementen van rhythm-and-blues en salsa. Tussendoor wordt er gerapt door Young Thug.

## Videoclip
De videoclip werd geregisseerd door Dave Meyers en won in 2018 een MTV Video Music Awards voor beste video. In de clip beleeft ze een romance in het uitgaansleven van het Havana in de jaren vijftig.
De lange versie heeft een uitgebreide inleiding. Cabello is in drie verschillende gedaanten te zien. In het begin is ze te zien als actrice in een telenovela (een soort Latijns-Amerikaanse soap) waarin ze ontdekt dat haar vriend haar bedriegt. Dan blijkt dat het niet haar vriend maar zijn tweelingbroer is en haar vriend vraagt haar ten huwelijk. Nu verplaatst het verhaal zich naar een nerdy meisje genaamd Karla, van een Spaanstalige familie die in de VS woont, dat naar de betreffende telenovela zit te kijken maar gestoord wordt door haar grootmoeder die de tv afzet. Na geruzie met haar zus over de afstandsbediening zegt haar oma haar dat ze erop uit moet gaan om iets van haar leven te gaan maken.
Haar zus wil niet met haar uit en daarom gaat ze samen met haar oma een film kijken. Als de oma in slaap valt besluit Karla naar de bioscoop te gaan, naar de film Camila in Havana. Deze gaat over een vrouw in een rode jurk die uitgaat in een luxe bar in het Havana van voor de Cubaanse Revolutie. Ze drinkt, dans en zingt en tussendoor treedt Young Thug op als rapper op het podium. Ze ontmoet een man waar ze kennelijk een verleden mee heeft en buiten treffen ze elkaar in een steeg. Ze geeft hem een klap in het gezicht, zoent met hem maar wijst hem af door te zeggen dat ze wel van hem houdt maar de relatie niet goed voor haar is. Karla uit haar ongenoegen vanuit haar bioscoopstoel waarop de vrouw in de rode jurk haar verteld dat als Karla het allemaal beter weet ze zelf haar eigen liefde moet gaan zoeken.
Wanneer Karla de bioscoop verlaat begint ze, geïnspireerd door de film, ongemakkelijk te dansen. Een fietser is zo onder de indruk dat hij van zijn fiets valt. Hierna gaan ze samen dansen. Karla's zus die met haar vriendinnen op stap is en hen ziet dansen roept Halleluja.
- Camila Cabello speelt zowel de hoofdrol in de telenovela, het meisje Karla als de dame in het rood in de film.
- Noah Centineo speelt zowel de geliefde in de film als de fietser op het eind.
- Lele Pons speelt Bella, de zus van Karla.
- LeJuan James speelt de oma, maar hij heeft wel een stoppelbaard.

## Awards en nominaties
| Jaar | Organisatie             | Award                                     | Resultaat   |
| ---- | ----------------------- | ----------------------------------------- | ----------- |
| 2018 | American Music Awards   | Collaboration of the Year                 | Gewonnen    |
| 2018 | American Music Awards   | Video of the Year                         | Gewonnen    |
| 2018 | American Music Awards   | Favorite Pop/Rock Song                    | Gewonnen    |
| 2018 | MTV Europe Music Awards | Best Song                                 | Gewonnen    |
| 2018 | MTV Europe Music Awards | Best Video                                | Gewonnen    |
| 2018 | MTV Video Music Awards  | Video of the Year                         | Gewonnen    |
| 2018 | MTV Video Music Awards  | Song of the Year                          | Genomineerd |
| 2018 | MTV Video Music Awards  | Best Pop Video                            | Genomineerd |
| 2018 | MTV Video Music Awards  | Best Choreography                         | Genomineerd |
| 2018 | Teen Choice Awards      | Choice Song: Female Artist                | Gewonnen    |
| 2019 | ASCAP Latin Awards      | Award-winning songs "Havana (Remix)"      | Gewonnen    |
| 2019 | Grammy Awards           | Best Pop Solo Performance "Havana (Live)" | Genomineerd |

## NPO Radio 2 Top 2000
| Nummer met noteringen in de NPO Radio 2 Top 2000 | '18  | '19  |
| ------------------------------------------------ | ---- | ---- |
| Havana                                           | 1423 | 1792 |

1. ↑  Een vetgedrukt getal geeft de hoogste notering aan.
2. ↑  2018 was het eerste jaar met een notering voor dit nummer.
3. ↑  Deze tabel is bijgewerkt tot en met de laatste editie (2024).